# Каркалей
Каркалей (рос. Каркалей) — присілок у складі Ардатовського району Нижньогородської області. Входить до складу робітничого селища Ардатов. Входило до складу скасованої Чуварлей-Майданської сільради.

## Географія
Розташоване за 22 км на північний захід від робітничого поселення Ардатов, на шосе Ардатов - Викса, по ліву його сторону.
У центрі села озеро, з якого витікає струмок. За 3 км на захід від села знаходиться Князівський ліс, а за 2 км на південь - Фадеївській ліс. На сході також є лісовий масив.

## Населення
| 1999 | 2002 | 2010 |
| ---- | ---- | ---- |
| 315  | ↘256 | ↘128 |